# PAMP (公司)
PAMP（法文全名：Produits Artistiques Métaux Précieux）是在全球知名度非常高的貴金屬製造商（例如金、銀）在1977年成立，總部位於瑞士南部提契諾州，亦是號稱全球最先進的貴金屬精煉和加工設施。

## 產品列表
PAMP最主要生產的產品包括金、銀、鉑、鈀金，並且將貴金屬以「壓印」或者是「倒模」的型式來製造條狀，再出售作為收藏和投資的用途。

### 金條
- 財富女神
- 羅馬式十字
- 克爾白
- 釋迦牟尼佛
- 吉祥天女
- 以色列民長存
- 生肖（羊年、馬年、蛇年、福字）
- 愛情
- 玫瑰
- 自由女神

### 銀條
- 財富女神
- 羅馬式十字
- 克爾白
- 釋迦牟尼佛
- 吉祥天女
- 以色列民長存
- 生肖（羊年、馬年、蛇年、福字）
- 愛情
- 玫瑰
- 自由女神

### 鉑金條
- 財富女神
- 自由女神

### 鈀金條
- 財富女神